# 2037
2037 (MMXXXVII) kommer att bli ett normalår som börjar en torsdag i den gregorianska kalendern.

## Framtida händelser

### Okänt datum
- Användningen av fossila bränslen är planerad att bli ovanlig från och med detta år i industriländer.[1][2] Alternativa bränslen (som vind- och solenergi) kommer så småningom att förvisa användningen av fossila bränslen till Mellanöstern och utvecklingsländer.[1]
- Världens största lervulkan, som ligger i Jawa Timur i Indonesien, kan ha slocknat.[3]